# والاس صموئيل بيرد
والاس صموئيل بيرد هو شخصية أعمال كندي، ولد في 7 ديسمبر 1917 في فريدريكتون في كندا، وتوفي في 2 أكتوبر 1971.